# Zona de Rapti
La Zona de Rapti (Nepalí: राप्ती) fue una de las catorce zonas administrativas en las que se subdividía la República Federal Democrática de Nepal.
Se dividía en cinco distritos:
- Distrito de Dang Deokhuri
- Distrito de Pyuthan
- Distrito de Rolpa
- Distrito de Rukum
- Distrito de Salyan

## Datos
Poseía una superficie total de 10.482 kilómetros cuadrados y una población de 1.286.806 habitantes (según cifras del censo llevado a cabo en el año 2001). Su densidad de habitantes por kilómetro cuadrado era de 122.8 habitantes por cada km².
- Datos: Q9185
- Multimedia: Rapti Zone / Q9185